# Ordericus Vitalis
Ordericus Vitalis (* 1075; † um 1142) war ein normannischer Chronist. Er schrieb eines der großen zeitgenössischen englischen und normannischen Geschichtswerke des 11. und 12. Jahrhunderts.

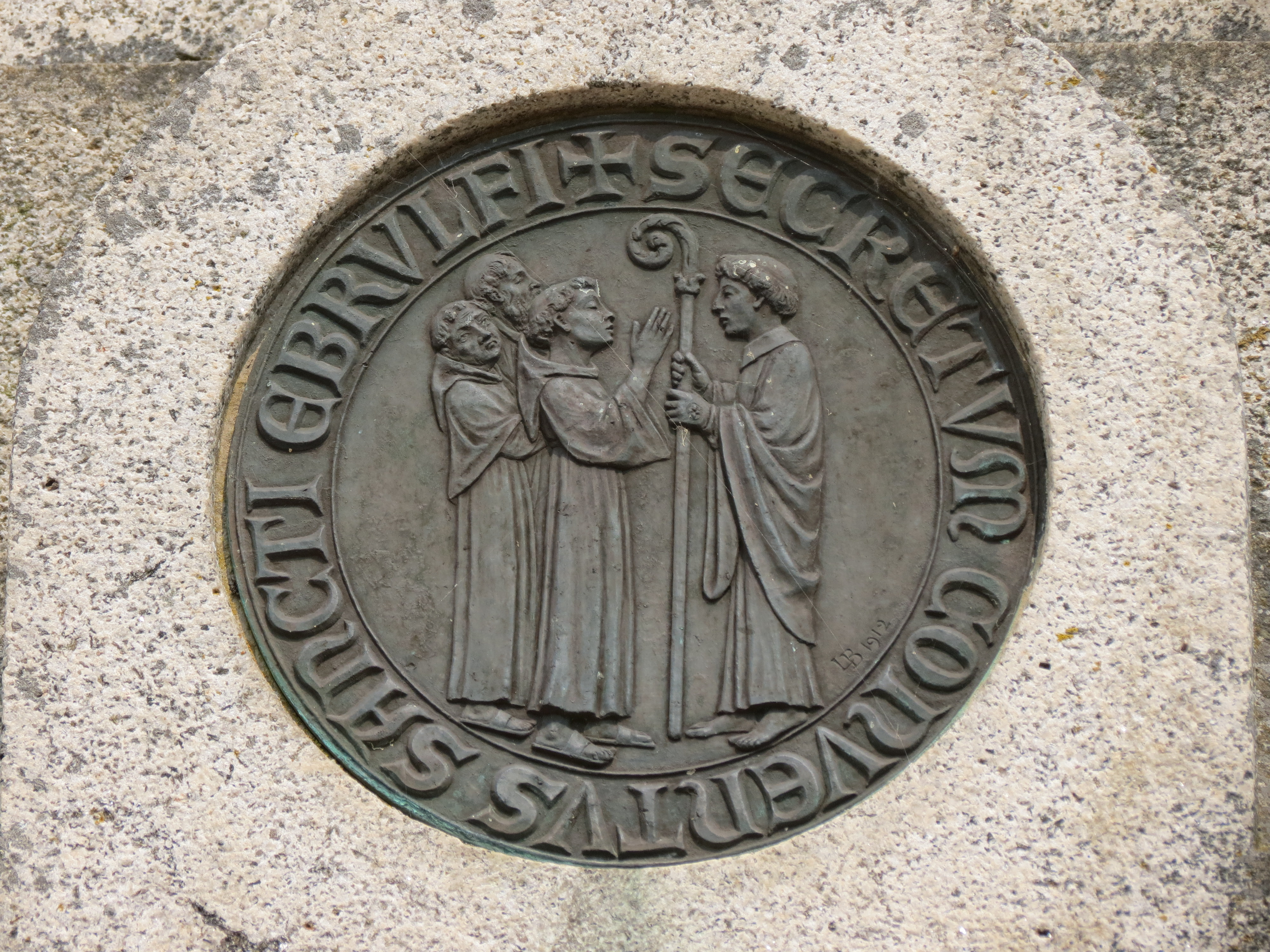

## Leben
Ordericus Vitalis, geboren in Atcham in Shropshire, war der älteste Sohn eines französischen Priesters, Odeler von Orléans, der in den Dienst von Roger de Montgomerie, 1. Earl of Shrewsbury trat und von seinem Patron eine Kirche in Shrewsbury erhielt. Seine Mutter war Britin. Als Ordericus fünf Jahre alt war, gaben seine Eltern ihn in eine Schule an der Kirche Sankt Peter und Paul in Shrewsbury, die von einem englischen Priester namens Siward geführt wurde. Mit zehn Jahren wurde er als Novize in das normannische Kloster Saint-Evroult-sur-Ouche aufgenommen, das Graf Roger früher verfolgt, dann aber reich beschenkt hatte. Ordericus sprach zu diesem Zeitpunkt kein Wort Französisch. Auch nachdem er Jahrzehnte in Frankreich verbracht hatte, schrieb Vitalis von sich selbst als Engländer.
Seine klösterlichen Vorgesetzten tauften ihn auf den Namen Vitalis um (nach einem Mitglied der legendären Thebaischen Legion), da sie es schwierig fanden, seinen Taufnamen auszusprechen. In seiner Chronik verbindet er jedoch beide Namen und fügt sogar noch das Epitheton Angligena hinzu.
Sein klösterliches Leben verlief ereignislos. Er wurde 1093 Diakon und 1107 Priester. Er verließ das Kloster bei mehreren Gelegenheiten, besuchte Croyland Abbey, Worcester, Cambrai (1105) und Cluny (1132). Schon früh wandte er sich den Schriften zu und scheint viele Jahre lang den Sommer im Skriptorium verbracht zu haben.
Vitalis erstes Werk war eine Fortsetzung der Gesta Normannorum Ducum von Wilhelm von Jumièges, ein Werk über die Geschichte der normannischen Herzöge. Er schrieb die Geschichte weiter bis in das zwölfte Jahrhundert, fügte aber auch für frühere Zeiten Informationen aus anderen Quellen hinzu, zum Beispiel aus Wilhelm von Poitiers Gesta Guillelmi. Für einige seiner Angaben ist Vitalis allerdings die einzige bekannte Quelle. Da er normannische Quellen nutzte, aber aus einer englischen Perspektive schrieb, zeigt seine Version der normannischen Eroberung Englands 1066 beiden Seiten gegenüber Sympathie und ist relativ ausgewogen. Eine ähnliche Einstellung findet sich in seiner Historia Ecclesiastica.
Seine Ordensoberen beauftragten ihn zwischen 1099 und 1122 mit der Niederschrift einer Lebensgeschichte des heiligen Évroult und der Geschichte des Klosters. Diese Arbeit wuchs unter seinen Händen immer weiter, bis sie zu einer allgemeinen Geschichte seiner Zeit wurde, der Historia Ecclesiastica. Das reiche Kloster Saint-Évroult hatte umfangreichen Besitz in England sowie eine Reihe von Tochterklöstern in Süditalien, empfing regelmäßig Besuch aus diesen Ländern und war darüber hinaus ein beliebter Altersruhesitz für kriegsmüde Ritter. Dadurch war Ordericus, obwohl nicht Augenzeuge großer Ereignisse, oft gut informiert.
Ordericus gibt viele Informationen, die man bei anderen Autoren vergeblich sucht. Er wirft ein großes Licht auf Sitten und Ideen seiner Zeit, manchmal kommentiert er mit überraschendem Scharfsinn die größeren Aspekte und Tendenzen der Geschichte. Seine Erzählung bricht Mitte 1141 ab, obwohl er einige abschließende Bemerkungen zum Jahr 1142 macht. Er berichtet, er sei nun alt und unsicher. Vermutlich überlebte er diese Aussage nicht lange.

## Historia Ecclesiastica
Die Historia Ecclesiastica teilt sich in drei Abschnitte:
1. Buch I und II, mit einer Geschichte des Christentums, die ab 855 zu einer reinen Liste von Päpsten wird, die mit dem Namen Innozenz I. endet. Diese beiden Bücher wurden vermutlich dem ursprünglichen Bericht zugefügt und stammen wohl aus den Jahren ab 1136.
2. Die Bücher III bis VI bilden mit der Geschichte des heiligen Évroult den ursprünglichen Kern des Werkes. Vor 1122 geplant wurden sie in der Hauptsache vor 1131 geschrieben. Das vierte und fünfte Buch enthalten weitschweifige Berichte über die Taten Wilhelms des Eroberers in der Normandie und in England. Vor 1067 schöpfen sie im Wesentlichen aus anderen Quellen: Wilhelm von Jumièges’ Gesta Normannorum ducum und Wilhelm von Poitiers’ Gesta Guillelmi. Für die Jahre bis 1071 schließt Ordericus dann an den letzten Teil der Gesta Guillelmi an und wird damit selbst zur wichtigen Quelle. Ab 1071 wird er dann zur unabhängigen Autorität, allerdings sind seine Aussagen zu politischen Ereignissen hier weniger ausführlich als in den späteren Büchern.
3. Die Bücher VII bis XIII, in denen die kirchlichen Angelegenheiten in den Hintergrund treten. In diesem Teil nimmt Ordericus, nachdem er kurz die Geschichte Frankreichs unter den Karolingern und frühen Kapetingern abhandelt, zeitgenössische Ereignisse auf, beginnend mit dem Jahr 1082. Er berichtet viel über das römisch-deutsche Reich (eine Quelle war David Scholasticus), das Papsttum, die Normannen in Sizilien und Apulien, den Ersten Kreuzzug (hier folgt er Fulcher von Chartres und Balderich von Bourgueil). Sein Hauptinteresse gilt jedoch Robert Courteouse, Wilhelm Rufus und Heinrich Beauclerk. Er führt sein Werk in der Form von Annalen bis zur Niederlage und Gefangennahme von König Stephan in Lincoln (Lincolnshire) im Jahr 1141 fort.

Orderic Vitalis wendet sich sowohl an Zeitgenossen als auch an zukünftige Generationen, mit der Absicht, dass sein Buch von Novizen und Mönchen gelesen wird, um die Geschichte des Klosters und seiner Stifter zu erfahren. Das gesamte Werk wurde im Mittelalter selten gelesen. Einzelne Passagen waren jedoch populär und zirkulierten in verschiedenen Ländern.

## Ausgaben
- Auguste le Prévost (Hrsg.): Orderici Vitalis angligenae, coenobii Uticensis monachi, Historiae ecclesiasticae libri tredecim, Julien Renouard, Paris 1838–1855, 5 Bände (Digitalisate bei Google Books: ).
- Marjorie Chibnall (Übers.): The Ecclesiastical History of Orderic Vitalis, 6 Bände, Oxford Medieval Texts, 1968–1980, ISBN 0-19-820220-2.
- Die Schlacht von Brémule , Auszüge in der Übersetzung von Majorie Chibnall.
- Über Heinrich I., Auszüge übersetzt von David Burr.